# 1023
1023（千二十三、せんにじゅうさん）は自然数、また整数において、1022の次で1024の前の数である。

## 性質
- 1023は合成数であり、約数は 1, 3, 11, 31, 33, 93, 341, 1023 である。
  - 約数の和は1536。
- 1023 = 210 − 1
  - 10番目のメルセンヌ数である。1つ前は511、次は2047。
    - 6番目のメルセンヌ素数でないメルセンヌ数である。1つ前は511、次は2047。(オンライン整数列大辞典の数列 A135972)

  - 1023 = 45 − 1
    - n = 5 のときの 4n − 1 の値とみたとき1つ前は255、次は4095。(オンライン整数列大辞典の数列 A024036)
- 142番目の楔数である。1つ前は1022、次は1030。
  - 2n − 1 の形の楔数としては2番目の数である。1つ前は255、次は16383。
- 約数の和が1023になる数は1個ある。(512) 約数の和1個で表せる176番目の数である。1つ前は1022、次は1034。
- 各位の和が6になる31番目の数である。1つ前は1014、次は1032。
- 各位の立方和が平方数になる50番目の数である。1つ前は1020、次は1026。(オンライン整数列大辞典の数列 A197039)

## その他 1023 に関連すること
- 西暦1023年
- 2進数を使った場合手の指で数えられる最大の数（210 − 1）[1]。